# Grup de la voltaïta
El grup de la voltaïta és un grup de minerals sulfats octadecahidrats que cristal·litzen en el sistema cúbic o tetragonal-pseudocúbic. Els minerals d'aquest grup tenen una fórmula química que segueix el patró ABFe3+
3Al(SO₄)₁₂·18H₂O, on A pot ser potassi o amoni, i B pot ser ferro, magnesi o zinc. Existeix una gran quantitat de membres sintètics des de la dècada de 1930 que són cúbics o pseudocúbics. Els cristalls sintètics sovint contenen un nucli cúbic i sectors exteriors tetragonals.
El grup de la voltaïta està format per aquestes cinc espècies:
| Espècie                | Fórmula                                     |
| ---------------------- | ------------------------------------------- |
| Amoniomagnesiovoltaïta | (NH₄)₂Mg₅Fe3+ 3Al(SO₄)₁₂(H₂O)₁₈             |
| Magnesiovoltaïta       | K₂Mg₅Fe3+ 3Al(SO₄)₁₂·18H₂O                  |
| Pertlikita             | K₂(Fe2+,Mg)₂(Mg,Fe3+)₄Fe3+ 2Al(SO₄)₁₂·18H₂O |
| Voltaïta               | K₂Fe2+ 5Fe3+ 3Al(SO₄)₁₂·18H₂O               |
| Zincovoltaïta          | K₂Zn₅Fe3+ 3Al(SO₄)₁₂·18H₂O                  |